# Grote Vogelmeer
Het Grote Vogelmeer, beter bekend als simpelweg het Vogelmeer is een natuurreservaat in het Nationaal Park Zuid-Kennemerland. Het is te bereiken via ingang Parnassia en ligt in de gemeente Bloemendaal. Het duinmeer is in 1952 gegraven voor vogels en moerasflora en niet, zoals sommige andere duinmeren, om in te recreëren. Wel lopen er verschillende wandel- en fietsroutes langs. 

## Geschiedenis
Na de aanleg in 1952 waren de oevers nog weinig begroeid en daardoor een ideale locatie voor strandvermaak. Dit kon echter niet worden toegestaan, aangezien er dan niets terecht zou komen van het geplande reservaat. Om recreanten een andere plek te bieden werd enkele jaren later het Spartelmeer gegraven. Dit was zo'n succes dat aanleg van het 't Wed bij ingang Koevlak en de Oosterplas bij ingang Bleek en Berg volgden.

## Vogels
Bij het vogelmeer zijn bijzondere soorten vogels aan te treffen zoals de geoorde futen, maar ook dodaarzen en steltlopers. Aan de zuidzijde van het meer bevindt zich een vogelkijkhut. Deze heet 'Schoutens Vergezicht' en is vernoemd naar de Haarlemse boswachter en vogelfotograaf Hans Schouten.
Andere meren in het Nationaal Park zijn het Duinmeer, Kennemermeer, Cremermeer en het Meertje van Burdet.